# Krapinica (patak)
A Krapinica egy patak Horvátországban, a Horvát Zagorje területén, a Korpona jobb oldali mellékvize. 

## Leírása
A Krapinica a Macelj-hegység déli lejtőin, a 718 méteres Lug és a 628 méteres Macelj alatt ered. Átfolyik Korpona, Sveti Križ Začretje és Zabok határán és Pavlovec Zabočkitól 1 km-re ömlik a Korponába. Hosszúsága 34,7 km, vízgyűjtő területe 196 km².